# Joachaz van Israël

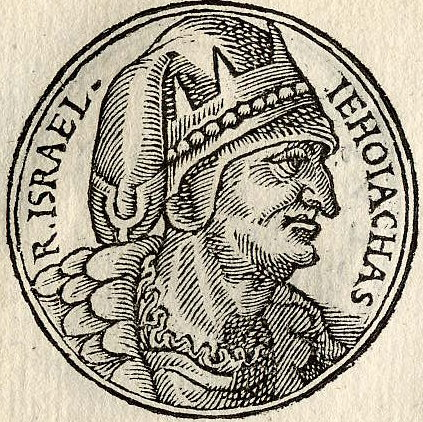
Joachaz volgens Promptuarii Iconum Insigniorum

Joachaz was volgens de Hebreeuwse Bijbel koning van het koninkrijk Israël (815 v.Chr. - 801 v.Chr.). Hij was de zoon van Jehu. Tijdens zijn heerschappij voerde Israël constant oorlog tegen Aram-Damascus, waarbij tegen hoge kosten een zware nederlaag voorkomen kon worden. Joachaz werd opgevolgd door zijn zoon Joas.